# Guilherme Paraense
Guilherme Paraense, född 25 juni 1884 i Belém, död 18 april 1968 i Rio de Janeiro, var en brasiliansk sportskytt.
Paraense blev olympisk guldmedaljör i militärpistol vid sommarspelen 1920 i Antwerpen.